# Johannelunds gård

Johannelunds gård är en gård i norra Traneberg i Bromma väster om Stockholm, uppförd 1798 vid Ulvsundasjön. Gården har i sin tid givit namn åt området Johannelund i stadsdelen Traneberg i västra Stockholm.
Johannelunds koloniträdgårdsförening instiftades 1972. Koloniträdgården ligger på Johannelunds gårds gamla trädgårdsanläggning.
Johannelunds gård är blåmärkt enligt Stockholms stadsmuseum, vilket innebär att fastigheten har bebyggelse som anses särskilt värdefull från historisk, kulturhistorisk, miljömässig eller konstnärlig synpunkt.

## Johannelunds gård
Området Johannelund låg på 1700-talet under Ulvsunda säteri. I slutet av 1700-talet arrenderade grosshandlaren och skeppsredaren Abraham Keyser (även stavat Keijser) (1745-1811) egendomarna Svartvik, Johannelund och Traneberg (se Tranebergs gård). 1798 lät han uppföra ett sommarnöje för sig och sin familj. Anläggningen består av en större gård om två våningar uppförd i trä med källare och vind samt flygelbyggnader. Här skulle Keyser driva lantbruk. Marken fick han arrendera av greve Eric Ruuth på Ulvsunda säteri. Keyser, som ägde sommarstället, var gift två gånger, båda hustrurna hette Johanna. Gården och området uppkallade han efter sin första hustru Johanna Christina Halling (1717-1797). År 1809 lät Keyser anlägga Svartviksvägen och år 1810 förvärvade han egendomen, som då avstyckades från Ulvsunda. År 1810 köpte han hela det markområde som senare kom att uppdelas i Traneberg, Svartvik (Sandvik och Minneberg) och Johannelund.
Keyser var också stadsmajor och inflytelserik i den herrnhutska Stockholmskretsen. Han byggde Keyserska huset vid Rödbodtorget i Stockholm, ett ståtligt fyravåningshus, på vars tomt Centralpalatset i Stockholm numera står. Som sommarnöje hade han Johannelund med Svartvik, ett äldre namn på det område som idag är Minneberg, och Traneberg i Bromma.

## Historik
Ursprungligen var Johannelunds mangård en tvåvåningsbyggnad med inredd vind och brutet tak. Det fanns två flyglar. Till en början var huset bara tjärat, inte målat. Senare panelades det av Carl Kaeding och målades ljusrött.
Efter Keysers andra hustrus död 1831 gick Johannelunds egendom genom flera händer. Bland annat blev hovskräddarmästare Carl Johan Kaeding ägare. Han lät genomföra en del förändringar på byggnaderna och på 1840-talet uppförde den vita "Italienska paviljongen".
I början av 1850-talet såldes fastigheten till Axel Adlercreutz, landshövding och justitieråd samt från 1857 ordförande för Evangeliska Fosterlands-Stiftelsen, EFS. Adlercreutz, som var en av grundarna av EFS, sålde 1863 Johannelund till stiftelsen EFS, som lät sin årsgamla missionsskola, numera Johannelunds teologiska högskola, flytta in på egendomen på Johannelunds gård i Bromma. Skolan fanns kvar på platsen till 1968, och namnet följde med när flytten då skedde. Skolan flyttade 1970 till nybyggda lokaler i Uppsala.

### Italienska paviljongen
Paviljongen är en liten villa i italiensk stil, nyrenässans, som byggdes 1863 av Carl Kaeding. Villan användes av missionsinstitutet som bostad åt hemkomna missionärer och där förvarades de etnografiska samlingarna. Den renoverades 1984–1985 och är idag privatbostad. Strax intill låg tidigare ytterligare ett hus, Orangeriet, eller "Synvillan" på grund av sin särpräglade utformning, byggt 1843. Det revs på 1960-talet.

### Missionskyrkan

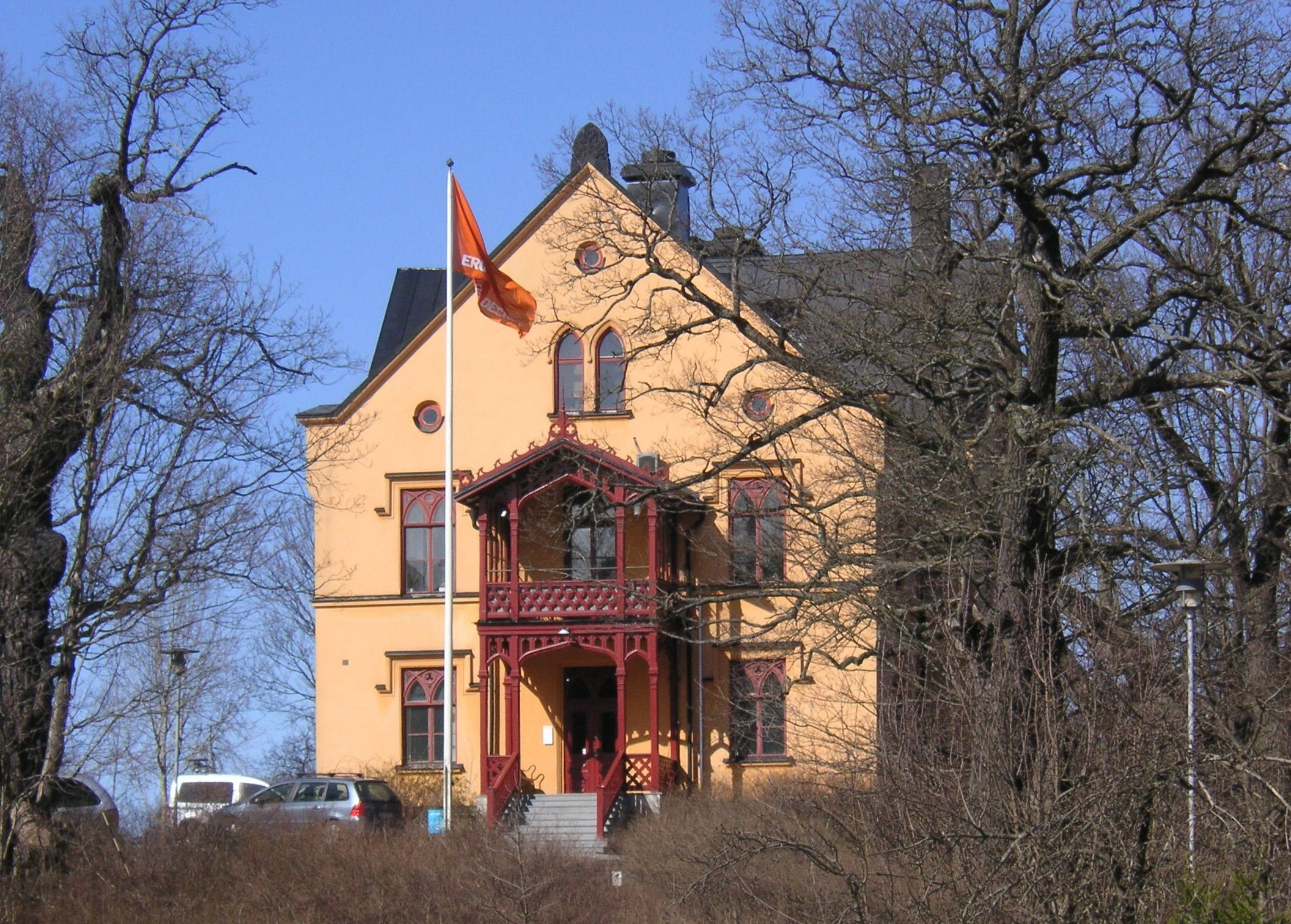
Evangeliska Fosterlands-Stiftelsen byggde Johannelunds missionskyrka 1867.

År 1867 lät stiftelsen EFS uppföra den stora kyrkan, Missionskyrkan, uppe på höjden ovanför gården, en stor institutionsbyggnad med kyrksal i götisk stil, efter ritningar av arkitekt Per Ulrik Stenhammar. Där gick Tranebergs och Minnebergs barn i söndagsskolan. 1918 såldes egendomen till staden, men stannade som hyresgäst in på 1960-talet. Strax intill kapellet finns rester efter två klockstaplar och elevhem. 1969 lämnade EFS Johannelund och därefter hade Maranata verksamhet där en tid.

### Gårdens historia från 1900-talet
Under senare delen av 1800-talet byggdes Johannelunds gård om kraftigt. Omkring sekelskiftet 1900 uppdelades manbyggnaden och östra flygeln i smålägenheter och manbyggnaden fick sina tre glasverandor, en tillbyggnad med verandor i tre plan. 1919 köpte Stockholms stad Johannelund. Stockholms stad arrenderade ut den till missionsskolan och till restaurangkoncernen Sara-bolagen som odlade grönsaker för sina restauranger här.
På 1960-talet planerade Stockholms stad ett bostadsområde och arrendatorerna blev uppsagda. Under tiden upplät staden de befintliga byggnaderna som bostäder för mindre bemedlade och husen förföll. På 1970-talet byggdes anläggningen om till behandlingshem och missbruksrådgivning. Gården renoverades 1978 och målades då gul. År 2004 ändrades användningen till behandlingshem för barn i åldern 7-12 år med ADHD. Johannelunds gård kallas även "Norrgården". Skolan som finns där idag (2010) drivs av Vårljus AB som ägs av Stockholms kranskommuner.[källa behövs]

## Koloniträdgårdsföreningen

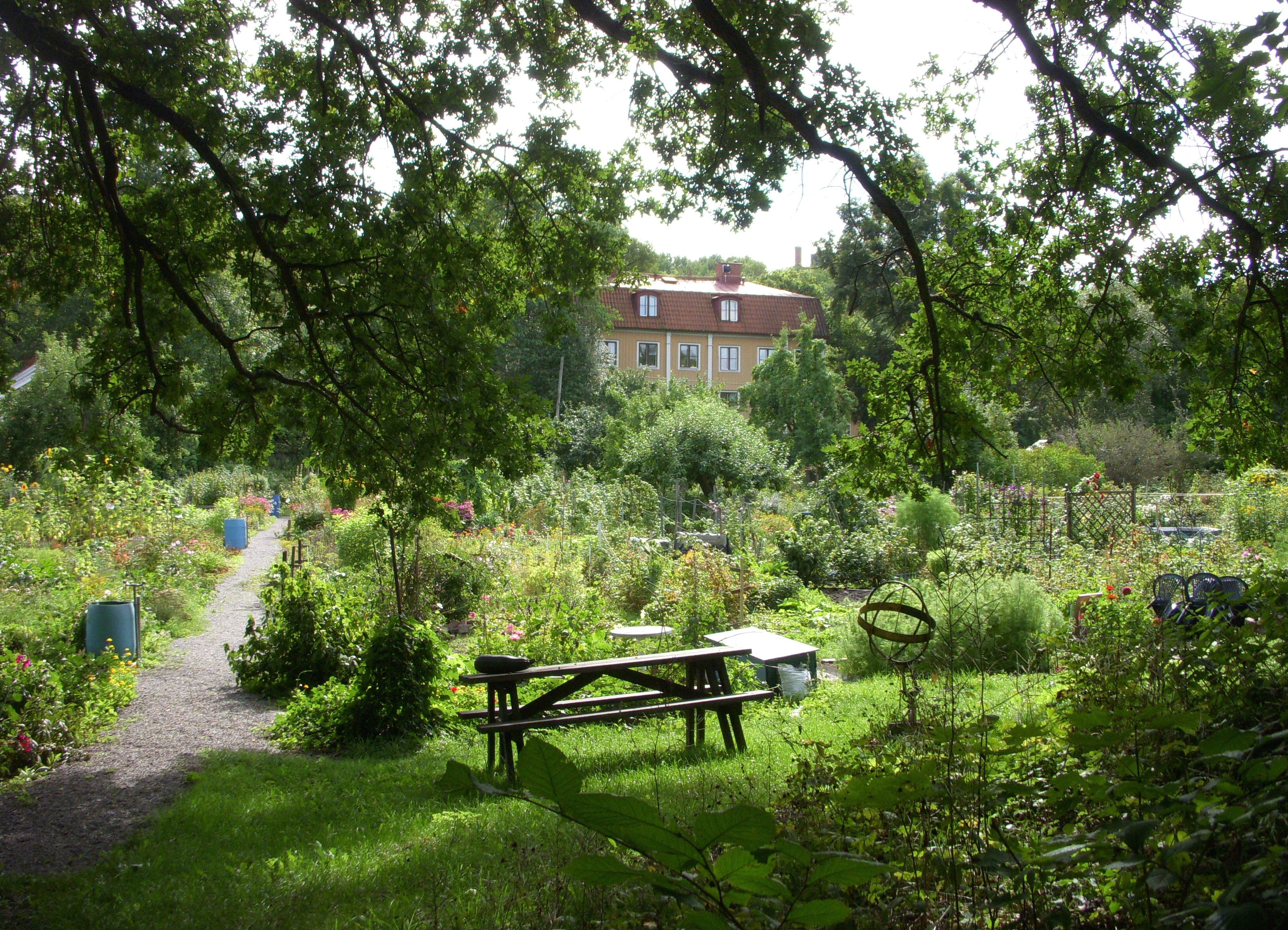
Johannelunds koloniträdgårdsförening.

Det blev  aldrig ett nytt bostadsområde uppfört utan Stockholms stadsmuseum fick de historiska byggnaderna k-märkta och den förvildade trädgårdsanläggningen hade börjat uppodlas av några entusiaster från närområden. Efter förhandlingar med Stockholms stad kunde Johannelunds koloniträdgårdsförening instiftas 1972. Föreningens klubbstuga är inhyst i gårdens gamla tvättstuga, strax söder om huvudbyggnaden. Den byggdes ut på 1820-talet och fick då sitt nuvarande utseende. Föreningen förfogar över 128 odlingslotter uppdelade på fem delområden. Några stugor får inte uppföras.